# Andra kammarens frihandelsparti
Andra kammarens frihandelsparti var under riksdagarna 1887-1888 beteckningen på den löst sammansatta, frihandelsvänliga partigrupp som bildades genom samgående mellan Center-högern och Nya centern. Frihandelspartiet konstituerade sig 1889 under namnet Andra kammarens center.